# Андрієвиця (община)
Общи́на Андріє́виця (чорн. Opština Andrijevica) — община в Чорногорії. Адміністративний центр общини — місто Андрієвиця. Населення становить близько 6 700 (2003).
Громада розташована в північно-східній частині Чорногорії на південь від кордону з Албанією, у долині річки Лім, в історико-географічній області Санджак. Територія общини оточена гірськими масивами Комов, Беласиця і Проклетія, які є природним межами громади Андрієвиці. За переписом населення СФРЮ вр 1991оці : на території громади на площі 340 км² проживали 6696 жителів у 24 населених пунктах, об'єднаних в 15 місцевих спільнот. А вже, за переписом населення проведеного в Чорногорії в 2003 році чисельністю становила 5785 чоловік, які мешкали на площі 283 км².

## Національний склад
Згідно з переписом населення країни, станом на 2003 рік:
| Етничні групи                   | Населення. | Процент  |
| ------------------------------- | ---------- | -------- |
| серби                           | 4027       | 69,61 %  |
| чорногорці                      | 1454       | 25,13 %  |
| інші национальності             | 26         | 0,45 %   |
| не визначилися з национальністю | 216        | 3,73 %   |
| невідомі                        | 62         | 1,07 %   |
| Загалом                         | 5785       | 100,00 % |

## Населені пункти общини/громади
| - Андрієвиця (Andrijevica) - Суческа-Анджелаті (Andželati) - Божичі (Božići) - Бойовичі (Bojovići) - Гнілий Поток (Gnjili Potok) - Горнє Луге (Gornje Luge) - Грачаниця (Gračanica) - Дулиполє (Dulipolje) - Джюличі (Đulići) - Забрдже (Zabrđe) - Йошаниця (Jošanica) - Кошутичі (Košutići) | - Кралє (Kralje) - Кути (Kuti) - Обло Брдо (Oblo Brdo) - Присоя (Prisoja) - Рієка Марсениця (Rijeka Marsenića) - Сеоца (Seoca) - Сєножета (Sjenožeta) - Слатина (Slatina) - Трепча (Trepča) - Трешнєво (Trešnjevo) - Улотина (Ulotina) - Цецуни (Cecuni) |